# جاك ليتل (سياسي)
جاك ليتل (بالإنجليزية: Jack Little)‏ هو سياسي أسترالي، ولد في 13 أكتوبر 1914 في ماريبوروه في أستراليا، وتوفي في 25 نوفمبر 1988 في أستراليا. حزبياً، نشط في Democratic Labour Party (Australia, 1978) ‏ وحزب العمال الأسترالي. وقد انتخب عضو المجلس التشريعي الفيكتوري وانتخب عضو مجلس الشيوخ الأسترالي ‏ عن دائرة فيكتوريا (1 يوليو 1968 – 18 مايو 1974).